# Rotta navale
La rotta navale è un termine generico che, nella pratica della navigazione, viene impropriamente utilizzato in luogo del più appropriato termine di "traiettoria".
La rotta è in realtà l'angolo con il quale la traiettoria, sia essa rappresentata da una curva o da un tratto lineare, incrocia un meridiano terrestre.
Considerando la nave in movimento su una superficie curva come quella rappresentata dalla superficie del geoide terrestre, la traiettoria tracciata dai vari punti nei quali il baricentro è passato, rappresenta quella che genericamente viene definita rotta, in questo caso traiettoria.

## Descrizione

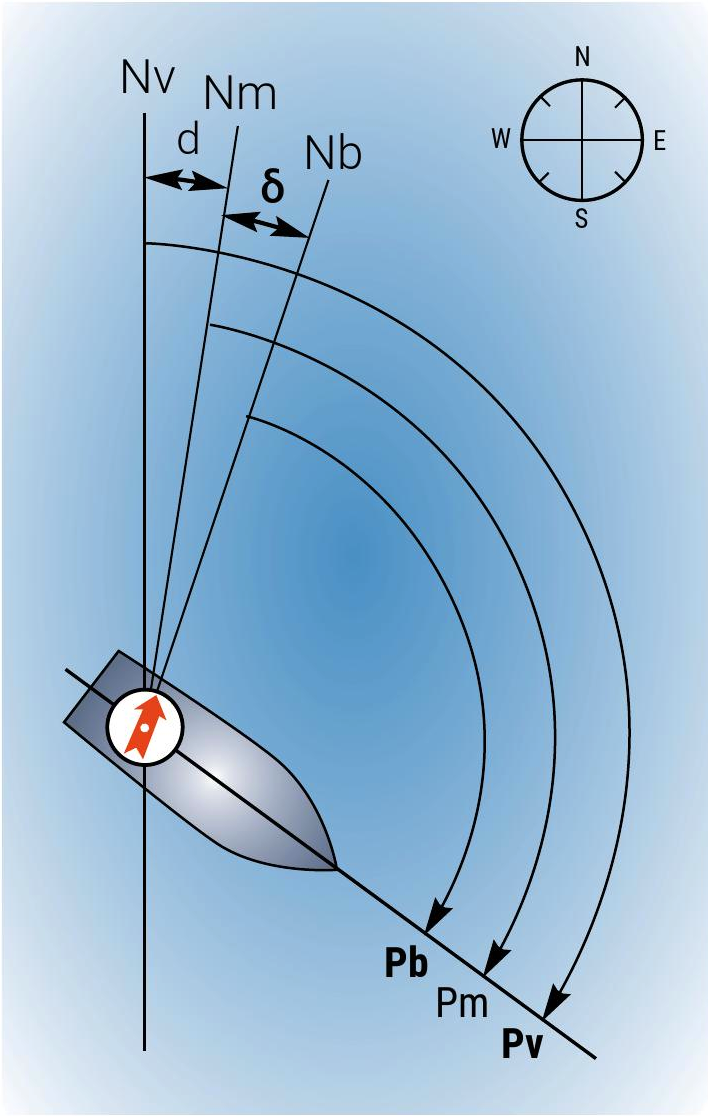
Rotta navale (Prora bussola, Prora magnetica e Prora vera)

Nell'ambito della navigazione sono rilevanti le seguenti definizioni:
- Reff. - Rotta effettiva - Percorso reale che la nave compie, in presenza di deriva o di scarroccio, rispetto al fondo del mare.
- Lder. - Deriva - Angolo compreso fra la direzione che la nave segue sulla superficie del mare e la direzione del suo moto rispetto al fondo. È dovuta all'azione della corrente marina.
- Lsc. - Scarroccio - Angolo compreso fra il piano longitudinale della nave e la direzione del suo moto sulla superficie del mare (direzione della scia della nave). È dovuto all'azione del vento. La facoltà di apprezzare lo scarroccio è prerogativa del buon marinaio.
- Rv. - Angolo di rotta - Angolo tra il piano verticale contenente la direzione del Nord vero ed il piano verticale contenente la direzione della rotta della nave. Si conta da 0° a 360° (gradi sessagesimali) in senso orario.

N.B. La rotta può essere espressa in tre forme: circolare, quadrantale e semicircolare.
- Rotta circolare: vedi definizione precedente
- Rotta quadrantale o quadratale: espressa in gradi sessagesimali; misurata da 0° a 90° per ogni quadrante partendo dal cardine della linea meridiana (N o S) in senso orario o antiorario. Poiché i quadranti sono quattro necessita di essere univocamente determinata con l'ausilio dei cardini geografici N o S (prefissi) ed E o W (suffissi).es: il valore di rotta circolare 125° assume la forma quadrantale S 55° E. La rotta quadrantale trova uso nei calcoli risolutivi dei problemi della navigazione lossodromica in quanto le grandezze goniometriche dirette ed inverse (sin, cos, tan, sec, cosec, cotg) per angoli minori di 90° non assumono mai valori negativi.
- Rotta semicircolare: espressa in gradi sessagesimali; misurata da 0° a 180° a partire dai cardini della linea meridiana (N o S) in senso orario o antiorario, viene utilizzata nei problemi della navigazione ortodromica
- Pv - Angolo di prora - Angolo tra il piano verticale contenente la direzione del Nord vero e il piano longitudinale della nave in direzione della prora. Si conta da 0° a 360° in senso orario a partire dal Nord vero.
- Pm - Prora Magnetica - Angolo tra il piano verticale contenente la direzione del Nord Magnetico ed il piano longitudinale della nave in direzione della prora.
- Pb - Prora bussola - Angolo tra il piano verticale contenente la direzione indicata dalla bussola (Nord Bussola) ed il piano longitudinale della nave in direzione della prora.
- d - Declinazione Magnetica - Angolo tra la direzione del Nord vero e quella del Nord magnetico (si indica con + oppure Est se Nm a destra del Nord vero; - oppure Ovest se a sinistra)
- δ - Deviazione magnetica - Angolo tra la direzione del Nord magnetico e la direzione del Nord bussola (+ se Nb a destra del Nord Magnetico, - se a sinistra).

Parlare di Nord bussola di una bussola magnetica può generare qualche dubbio, in pratica però c'è da considerare che ogni bussola magnetica montata su qualsiasi unità navale viene influenzata da campi magnetici creati da linee elettriche, masse ferrose presenti a bordo, radio con altoparlanti, etc..
In pratica l'ago indicatore di una bussola si indirizza non sul Nord magnetico ma su un Nord tutto suo chiamato appunto Nord bussola e questo errore viene indicato con la lettera δ (Deviazione magnetica). Per conoscere i valori della deviazione di ciascuna bussola esiste un procedimento chiamato Giri di Bussola. Tutte le imbarcazioni in navigazione oltre le 6 miglia nautiche devono essere in possesso delle tabelle di deviazione.
Partendo dalle considerazioni di cui sopra, possiamo affermare che:
```
   
Pm = Pb + δ
```

Il valore della d (Declinazione magnetica) viene ricavato dalla carta nautica; ogni carta nautica riporta una o più rosa dei venti; al centro della stessa rosa è presente l'anno di stampa della carta, il valore della declinazione riferita all'anno e la variazione annua.
```
  
Esempio: Anno 1998 Decl =2°Est, Var.Ann. 5' Est
```

Ad esempio la declinazione per l'anno 2006 è stata di 2° 40' Est.
Si consideri che le variazioni Est si sommano al valore intero mentre per le Ovest si sottraggono. Conoscendo ora il valore della Pm e la d (declinazione), si può calcolare la Pv (Prora vera)
```
 
 

  

    

      

        
P

        
v

        
=

        
P

        
m

        
+

        
d

      

    

    
{\displaystyle Pv=Pm+d}

  

```

La Pv è l'angolo che si riporta sulla carta nautica, tenendo presente che in assenza di vento, mare e correnti, la Prora Vera (Pv) coincide con la Rotta Vera (Rv). Tuttavia per conoscere in realtà la rotta effettiva si esegue una somma vettoriale tra il vettore Pv e il vettore corrente.

## Storia
Nei tempi antichi i primi navigatori per scegliere la rotta migliore dovevano servirsi soprattutto della luna e delle stelle, durante la navigazione notturna, e del sole durante il giorno. L'unico strumento di cui potevano disporre era l'astrolabio.
L'invenzione della bussola e in seguito del sestante fecero fare un balzo in avanti alle tecniche di navigazione consentendo di tracciare finalmente delle rotte più precise. Man mano che la Terra veniva sempre più conosciuta, grazie all'opera degli esploratori, venivano preparate carte nautiche più accurate riuscendo pertanto a tracciare di conseguenza rotte più convenienti per raggiungere le località commerciali più importanti.
Altro passaggio fondamentale nel trasporto marittimo è stato la realizzazione dei canali artificiali (ad esempio il Canale di Panama ed il Canale di Suez) che, una volta completati, hanno abbreviato di molte miglia (e di molti giorni di navigazione) le rotte tra i vari continenti.
Con l'ausilio delle tecniche moderne le rotte navali sono calcolate attualmente soprattutto con l'ausilio del computer che tiene in ogni momento conto di tutte le variabili (venti, correnti marine, fondali, maltempo, eventuali ostacoli come altre navi o iceberg, ecc.) grazie all'integrazione dei dati provenienti dai diversi strumenti di bordo (radar, sonar, ecoscandaglio, GPS).